# Lukailencfalva
Lukailencfalva (Ilencfalva, románul Ilieni, németül Illesdorf): falu Romániában, Maros megyében.

## Fekvése
Az E60-as főút Nyárádtő és Ákosfalva közötti elterelő szakaszán fekvő település. A hajdani Marosszék délnyugati részén található, a Nyárád jobb partján. 1941-ben ideiglenesen egyesült Lukafalvával, amellyel teljesen összeépült.

## Története
1567-ben Ilendfalva néven említik. Orbán Balázs szerint eredeti neve Kilencfalva volt és eredeti kilenc családjáról kapta a nevét. 1910-ben 453 lakosából 443 magyar volt. A trianoni békeszerződésig Maros-Torda vármegye Marosi alsó járásához tartozott. 1992-ben 418-an lakták, 2 román kivételével magyarok.

## Látnivalók
- Református temploma 1750-ben a 17. században épített kis kápolna helyére épült. Később bővítették és tornyot építettek hozzá.

## Ismert emberek
- Itt született 1862. február 24-én Vásárhelyi Boldizsár református lelkész, egyházi író.
- Itt született Szász József és Incze Dániel író.